# Hertník
Hertník é um município da Eslováquia, situado no distrito de Bardejov, na região de Prešov. Tem 17,97 km² de área e sua população em 2018 foi estimada em 1.043 habitantes.

## Demografia
| Ano:        | 1994 | 2004   | 2014   | 2024   |
| ----------- | ---- | ------ | ------ | ------ |
| Broj ljudi: | 970  | 1004   | 1025   | 1010   |
| Razlika:    |      | +3,50% | +2,09% | -1,46% |

| Ano:               | 2023 | 2024   |
| ------------------ | ---- | ------ |
| Número de pessoas: | 1005 | 1010   |
| Diferença:         |      | +0,49% |